# Cool Valley (Misuri)
Cool Valley es una ciudad ubicada en el condado de San Luis en el estado estadounidense de Misuri. En el Censo de 2010 tenía una población de 1196 habitantes y una densidad poblacional de 978,34 personas por km².

## Geografía
Cool Valley se encuentra ubicada en las coordenadas 38°43′31″N 90°18′21″O / 38.72528, -90.30583. Según la Oficina del Censo de los Estados Unidos, Cool Valley tiene una superficie total de 1.22 km², de la cual 1.22 km² corresponden a tierra firme y (0%) 0 km² es agua.

## Demografía
Según el censo de 2010, había 1196 personas residiendo en Cool Valley. La densidad de población era de 978,34 hab./km². De los 1196 habitantes, Cool Valley estaba compuesto por el 11.79% blancos, el 84.53% eran afroamericanos, el 0.25% eran amerindios, el 0.42% eran asiáticos, el 0% eran isleños del Pacífico, el 0.59% eran de otras razas y el 2.42% pertenecían a dos o más razas. Del total de la población el 0.25% eran hispanos o latinos de cualquier raza.